# Torneo Clausura 2019 (El Salvador)
El Torneo Clausura 2019 fue la octogésima novena edición del campeonato de liga de la Primera División del fútbol salvadoreño (en general); se trató del 42.° torneo corto, luego del cambio en el formato de competencia, con el que se terminó la temporada 2018-19.
El torneo inició de forma oficial el sábado 12 de enero de 2019 en el Estadio Las Delicias con el juego entre el campeón defensor Santa Tecla y Pasaquina; este juego finalizó con un empate a dos entre ambas escuadras.
La final se disputó entre Alianza y Águila, la primera vez en 32 años, realizado el 26 de mayo de 2019 en el mismo escenario deportivo, donde se impuso el cuadro aguilucho a través de la tanda de penales y obtuvo el décimo sexto título en su palmarés

## Formato de competencia
El torneo se divide en dos partes:
- Fase de clasificación: Formado por los 132 partidos en las 22 jornadas disputadas.
- Fase final: Formado por los cuartos de final, semifinales y final. (Formado por 9 partidos)

### Fase de clasificación
En la fase de clasificación se observó el sistema de puntos. La ubicación en la tabla general está sujeta a lo siguiente:
- Por juego ganado se obtendrán tres puntos.
- Por juego empatado se obtendrá un punto.
- Por juego perdido no se otorgan puntos.

En esta fase participan los 18 clubes de la Liga Pepsi jugando en cada torneo todos contra todos durante las 22 jornadas respectivas, a un solo partido.
El orden de los clubes al final de la fase de calificación del torneo corresponderá a la suma de los puntos obtenidos por cada uno de ellos y se presentará en forma descendente. Si al finalizar las 22 jornadas del torneo, dos o más clubes estuviesen empatados en puntos, su posición en la tabla general será determinada atendiendo a los siguientes criterios de desempate:
1. Mejor diferencia entre los goles anotados y recibidos y goles.
2. Mayor número de goles anotados.
3. Marcadores particulares entre los clubes empatados.
4. Mayor número de goles anotados como visitante.
5. Mejor ubicado en la tabla general de cociente
6. Tabla Fair Play
7. Sorteo.

Para determinar los lugares que ocuparán los clubes que participen en la fase final del torneo se tomará como base la tabla general de clasificación.
Participan automáticamente por el título de Campeón de la Liga Pepsi, los 8 primeros clubes de la tabla general de clasificación al término de las 22 jornadas.

### Fase final
Los ocho clubes calificados para esta fase del torneo serán reubicados de acuerdo con el lugar que ocupen en la tabla General al término de la jornada 17, con el puesto del número uno al club mejor clasificado, y así hasta el número 8. Los partidos a esta fase se desarrollarán a visita, en las siguientes etapas:
- Cuartos de final
- Semifinales
- Final

Los clubes vencedores en los partidos de cuartos de final y semifinal serán aquellos que en los dos juegos anoten el mayor número de goles. De existir empate en el número de goles anotados, la posición se definirá a favor del club con mayor cantidad de goles a favor cuando actúe como visitante.
Si una vez aplicado el criterio anterior los clubes siguieran empatados, se observará la posición de los clubes en la tabla general de clasificación.
Los partidos correspondientes a la fase final se jugarán obligatoriamente los días miércoles y sábado, y jueves y domingo eligiendo, en su caso, exclusivamente en forma descendente, los cuatro clubes mejor clasificados en la tabla general al término de la jornada 17, el día y horario de su partido como local. Los siguientes cuatro clubes podrán elegir únicamente el horario.
El club vencedor de la final y por lo tanto Campeón, será aquel que en los dos partidos anote el mayor número de goles. Si al término del tiempo reglamentario el partido está empatado, se agregarán dos tiempos extras de 15 minutos cada uno. De persistir el empate en estos periodos, se procederá a lanzar tiros penales hasta que resulte un vencedor.
Los partidos de cuartos de final se jugarán de la siguiente manera:
1.° vs 8.°
2.° vs 7.°
3.° vs 6.°
4.° vs 5.°
En las semifinales participarán los cuatro clubes vencedores de cuartos de final, reubicándolos del uno al cuatro, de acuerdo a su mejor posición en la tabla General de clasificación al término de la jornada 17 del torneo correspondiente, enfrentándose:
1.° vs 4.°
2.° vs 3.°
Disputarán el título de Campeón del Torneo de Clausura 2019, los dos clubes vencedores de la fase semifinal correspondiente, reubicándolos del uno al dos, de acuerdo a su mejor posición en la tabla general de clasificación al término de la jornada 17 de cada Torneo.

## Equipos participantes
| Nombre del club                     | Ciudad             | Entrenador               | Estadio                | Capacidad | Marca         | Patrocinador                           |
| ----------------------------------- | ------------------ | ------------------------ | ---------------------- | --------- | ------------- | -------------------------------------- |
| Club Deportivo Águila               | San Miguel         | Carlos Romero            | Juan Francisco Barraza | 15 500    | Maca          | Ver lista Mister Donut Pollo Campestre |
| Alianza Fútbol Club                 | San Salvador       | Jorge Humberto Rodríguez | Cuscatlán              | 44 386    | Umbro         | Ver lista Mister Donut Tigo            |
| Club Deportivo Audaz                | Apastepeque        | Pablo Quiñonez           | Jiboa                  | 10 000    | Rush Atletics | Claro                                  |
| Asociación Deportiva Chalatenango   | Chalatenango       | Misael Alfaro            | José Gregorio Martínez | 15 000    | Desconocido   | Ver lista Lemus Premium Center         |
| Club Deportivo FAS                  | Santa Ana          | Erick Dowson Prado       | Arturo Simeón Magaña   | 5 000     | Joma          | Ver lista Pilsener Tigo                |
| Asociación Deportiva Isidro Metapán | Metapán            | Edwin Portillo           | Jorge Calero Suárez    | 10 000    | Milán         | Arroz San Pedro                        |
| Jocoro Fútbol Club                  | Jocoro             | Guillermo Rivera         | Correcaminos           | 10 000    | Milán         | Caja de Crédito Jocoro                 |
| Club Deportivo Luis Ángel Firpo     | Usulután           | Carlos De Toro           | Sergio Torres Rivera   | 10 000    | Galaxia       | Ver lista Pilsener KTOR Sports         |
| Club Deportivo Municipal Limeño     | Santa Rosa de Lima | William Renderos Iraheta | Ramón Flores Berríos   | 5 000     | Desconocido   | Universidad Dr. Andrés Bello           |
| Pasaquina Fútbol Club               | Pasaquina          | José Romero              | San Sebastián          | 4 000     | Desconocido   | Innova Sports                          |
| Santa Tecla Fútbol Club             | Santa Tecla        | Sebastián Abreu          | Atlético Las Delicias  | 10 000    | Kelme         | Claro                                  |
| Sonsonate Fútbol Club               | Sonsonate          | Omar Pimentel            | Ana Mercedes Campos    | 10 000    | Milán         | Leche Salud                            |

## Equipos por ubicación geográfica
| Departamento | N.° | Equipos                        |
| ------------ | --- | ------------------------------ |
| La Unión     | 2   | - Municipal Limeño - Pasaquina |
| Santa Ana    | 2   | - FAS - Isidro Metapán         |
| Chalatenango | 1   | - Chalatenango                 |
| La Libertad  | 1   | - Santa Tecla                  |
| Morazán      | 1   | - Jocoro                       |
| San Miguel   | 1   | - Águila                       |
| San Salvador | 1   | - Alianza                      |
| San Vicente  | 1   | - Audaz                        |
| Sonsonate    | 1   | - Sonsonate                    |
| Usulután     | 1   | - Luis Ángel Firpo             |

## Tabla general
| Pos. | Equipos            | PJ | PG | PE | PP | GF | GC | Dif. | Pts. |
| ---- | ------------------ | -- | -- | -- | -- | -- | -- | ---- | ---- |
| 1.°  | 'Alianza'          | 22 | 15 | 4  | 3  | 49 | 16 | 33   | 49   |
| 2.°  | 'Águila'           | 22 | 11 | 8  | 3  | 27 | 14 | 13   | 41   |
| 3.°  | 'Isidro Metapán'   | 22 | 9  | 7  | 6  | 30 | 23 | 7    | 34   |
| 4.°  | 'Municipal Limeño' | 22 | 10 | 8  | 4  | 23 | 17 | 6    | 32   |
| 5.°  | 'Chalatenango'     | 22 | 8  | 7  | 6  | 19 | 22 | -3   | 31   |
| 6.°  | 'Santa Tecla'      | 22 | 7  | 9  | 6  | 29 | 30 | -1   | 30   |
| 7.°  | 'FAS'              | 22 | 7  | 8  | 7  | 21 | 19 | 2    | 29   |
| 8.°  | 'Pasaquina'        | 22 | 6  | 8  | 8  | 23 | 31 | -8   | 20   |
| 9.°  | Audaz              | 22 | 5  | 4  | 13 | 20 | 31 | -11  | 19   |
| 10.° | Luis Ángel Firpo   | 22 | 4  | 7  | 11 | 16 | 31 | -15  | 19   |
| 11.° | Sonsonate          | 22 | 4  | 6  | 12 | 26 | 39 | -13  | 18   |
| 12.° | Jocoro             | 22 | 4  | 8  | 10 | 16 | 26 | -10  | 14   |

|  | Clasificados a los cuartos de final. |
|  | Último lugar en la tabla acumulada.  |

## Tabla Acumulada
| Pos. | Equipos          | PJ | PG | PE | PP | GF | GC | Dif. | Pts. |
| ---- | ---------------- | -- | -- | -- | -- | -- | -- | ---- | ---- |
| 1.°  | Alianza          | 44 | 29 | 11 | 4  | 93 | 32 | +61  | 98   |
| 2.°  | Águila           | 44 | 22 | 12 | 10 | 66 | 38 | +28  | 78   |
| 3.°  | Santa Tecla      | 44 | 19 | 16 | 9  | 61 | 47 | +14  | 73   |
| 4.°  | Isidro Metapán   | 44 | 17 | 14 | 13 | 56 | 48 | +8   | 65   |
| 5.°  | FAS              | 44 | 16 | 14 | 14 | 44 | 36 | +8   | 62   |
| 6.°  | Municipal Limeño | 44 | 15 | 19 | 10 | 51 | 49 | +2   | 58   |
| 7.°  | Chalatenango     | 44 | 15 | 11 | 17 | 42 | 51 | -9   | 56   |
| 8.°  | Audaz            | 44 | 13 | 11 | 20 | 42 | 57 | -15  | 50   |
| 9.°  | Pasaquina        | 44 | 12 | 15 | 17 | 49 | 62 | -13  | 45   |
| 10.° | Jocoro           | 44 | 8  | 19 | 17 | 42 | 54 | -12  | 37   |
| 11.° | Sonsonate        | 44 | 7  | 15 | 22 | 42 | 70 | -28  | 36   |
| 12.° | Luis Ángel Firpo | 44 | 7  | 10 | 27 | 33 | 77 | -44  | 31   |

|  | Clasifica a los octavos de final de la Liga Concacaf 2019. |
|  | Clasifica a la ronda preliminar de la Liga Concacaf 2019.  |
|  | Desciende a la Liga de Plata.                              |

## Fase Regular
La calendarización de los encuentros fue establecida en el sorteo celebrado por el Directorio de la Primera División el 3 de enero de 2019, la definición de la fecha y el horario de cada encuentro se realiza semana a semana en la reunión de los presidentes de los equipos de la liga, y se anuncia entre lunes y martes.
Todos los horarios aquí descritos corresponden al huso horario (CST), utilizado en El Salvador durante todo el año; los juegos son transmitidos en televisión abierta por Canal 4 de Telecorporación Salvadoreña y por el canal de televisión por pago Tigo Sports además de las aplicaciones para dispositivos móviles de ambos canales, radios a nivel nacional y local también transmiten las narraciones en vivo de los partidos de fútbol, siendo las principales Radio YSKL y Radio Monumental.

### Primera vuelta
| Jornada 1               | Jornada 1 | Jornada 1             | Jornada 1                | Jornada 1   | Jornada 1  | Jornada 1      | Jornada 1   |
| Local                   | Resultado | Visitante             | Estadio                  | Fecha       | Hora       | Árbitro        | Directo TV  |
| ----------------------- | --------- | --------------------- | ------------------------ | ----------- | ---------- | -------------- | ----------- |
| 'C.D. Águila'           | 2 - 1     | Jocoro F.C.           | Juan Francisco Barraza   | 12 de enero | 15:15      | Edgar Ramírez  | Tigo Sports |
| Sonsonate F.C.          | 0 - 1     | 'Alianza F.C.'        | Ana Mercedes Campos      | 12 de enero | 18:30      | Jaime Carpio   | Canal 4     |
| Santa Tecla F.C.        | 2 - 2     | Pasaquina F.C.        | Las Delicias             | 12 de enero | 19:00      | Vicente Ruiz   | Tigo Sports |
| 'C.D. FAS'              | 2 - 1     | C.D. Luis Ángel Firpo | Simeón Magaña            | 13 de enero | 15:00      | Elmer Martínez | Canal 4     |
| 'C.D. Municipal Limeño' | 1 - 0     | A.D. Chalatenango     | Dr. Ramón Flores Berríos | 13 de enero | 15:00      | Joel Aguilar   | Tigo Sports |
| C.D. Audaz              | 0 - 2     | 'A.D. Isidro Metapán' | Jiboa                    | Suspendido  | Suspendido | Suspendido     | Suspendido  |
| Total de goles:         | 14 goles  | 14 goles              | 14 goles                 | 14 goles    | 14 goles   | 14 goles       | 14 goles    |

| Jornada 2             | Jornada 2 | Jornada 2             | Jornada 2              | Jornada 2   | Jornada 2 | Jornada 2       | Jornada 2      |
| Local                 | Resultado | Visitante             | Estadio                | Fecha       | Hora      | Árbitro         | Directo TV     |
| --------------------- | --------- | --------------------- | ---------------------- | ----------- | --------- | --------------- | -------------- |
| 'Pasaquina F.C.'      | 2 - 1     | Sonsonate F.C.        | San Sebastián          | 19 de enero | 15:00     | Giovanni Corona | No Transmitido |
| Jocoro F.C.           | 1 - 2     | 'C.D. Audaz'          | Correcaminos           | 19 de enero | 15:00     | Iván Bartón     | No Transmitido |
| 'A.D. Chalatenango'   | 1 - 0     | C.D. FAS              | José Gregorio Martínez | 19 de enero | 18:30     | Rubén Medrano   | No Transmitido |
| C.D. Luis Ángel Firpo | 0 - 1     | 'C.D. Águila'         | Sergio Torres          | 19 de enero | 19:00     | Jaime Herrera   | Canal 4        |
| 'A.D. Isidro Metapán' | 3 - 1     | Santa Tecla F.C.      | Jorge "Calero" Suárez  | 19 de enero | 19:00     | Joel Aguilar    | Tigo Sports    |
| 'Alianza F.C.'        | 4 - 0     | C.D. Municipal Limeño | Cuscatlán              | 20 de enero | 15:15     | German Martínez | Canal 4        |
| Total de goles:       | 16 goles  | 16 goles              | 16 goles               | 16 goles    | 16 goles  | 16 goles        | 16 goles       |

| Jornada 3        | Jornada 3 | Jornada 3               | Jornada 3              | Jornada 3   | Jornada 3 | Jornada 3         | Jornada 3      |
| Local            | Resultado | Visitante               | Estadio                | Fecha       | Hora      | Árbitro           | Directo TV     |
| ---------------- | --------- | ----------------------- | ---------------------- | ----------- | --------- | ----------------- | -------------- |
| Pasaquina F.C.   | 3 - 3     | A.D. Isidro Metapán     | San Sebastián          | 23 de enero | 15:00     | Edgar Ramírez     | No Transmitido |
| 'C.D. Águila'    | 1 - 0     | A.D. Chalatenango       | Juan Francisco Barraza | 23 de enero | 15:15     | Héctor Salazar    | Canal 4        |
| Sonsonate F.C.   | 2 - 2     | C.D. Municipal Limeño   | Ana Mercedes Campos    | 23 de enero | 19:00     | Roberto Romero    | No Transmitido |
| Santa Tecla F.C. | 1 - 1     | Jocoro F.C.             | Las Delicias           | 23 de enero | 19:00     | Filberto Martínez | Tigo Sports    |
| C.D. Audaz       | 1 - 2     | 'C.D. Luis Ángel Firpo' | Jiboa                  | 24 de enero | 15:00     | Erick Corleto     | No Transmitido |
| C.D. FAS         | 1 - 1     | Alianza F.C.            | Cuscatlán              | 24 de enero | 19:30     | Ismael Cornejo    | Canal 4        |
| Total de goles:  | 18 goles  | 18 goles                | 18 goles               | 18 goles    | 18 goles  | 18 goles          | 18 goles       |

| Jornada 4             | Jornada 4 | Jornada 4        | Jornada 4                | Jornada 4   | Jornada 4 | Jornada 4       | Jornada 4      |
| Local                 | Resultado | Visitante        | Estadio                  | Fecha       | Hora      | Árbitro         | Directo TV     |
| --------------------- | --------- | ---------------- | ------------------------ | ----------- | --------- | --------------- | -------------- |
| Jocoro F.C.           | 0 - 0     | Pasaquina F.C.   | Correcaminos             | 26 de enero | 15:00     | Jaime Carpio    | No Transmitido |
| C.D. Luis Ángel Firpo | 1 - 1     | Santa Tecla F.C. | Sergio Torres            | 26 de enero | 19:00     | Rubén Medrano   | Tigo Sports    |
| 'A.D. Isidro Metapán' | 3 - 2     | Sonsonate F.C.   | Jorge "Calero" Suárez    | 26 de enero | 19:00     | Ivan Barton     | Canal 4        |
| C.D. Municipal Limeño | 1 - 1     | C.D. FAS         | Dr. Ramón Flores Berríos | 27 de enero | 15:00     | Rodolfo Toruño  | Tigo Sports    |
| 'A.D. Chalatenango'   | 1 - 0     | C.D. Audaz       | José Gregorio Martínez   | 27 de enero | 15:15     | Elmer Martínez  | Canal 4        |
| 'Alianza F.C.'        | 2 - 0     | C.D. Águila      | Cuscatlán                | 30 de enero | 19:30     | Germán Martínez | Canal 4        |
| Total de goles:       | 12 goles  | 12 goles         | 12 goles                 | 12 goles    | 12 goles  | 12 goles        | 12 goles       |

| Jornada 5        | Jornada 5 | Jornada 5             | Jornada 5              | Jornada 5     | Jornada 5 | Jornada 5       | Jornada 5      |
| Local            | Resultado | Visitante             | Estadio                | Fecha         | Hora      | Árbitro         | Directo TV     |
| ---------------- | --------- | --------------------- | ---------------------- | ------------- | --------- | --------------- | -------------- |
| Jocoro F.C.      | 0 - 1     | 'A.D. Isidro Metapán' | Correcaminos           | 9 de febrero  | 15:00     | Juan Quinteros  | No Transmitido |
| Santa Tecla F.C. | 1 - 1     | A.D. Chalatenango     | Las Delicias           | 9 de febrero  | 18:00     | Giovanni Corona | Canal 4        |
| 'Sonsonate F.C.' | 4 - 3     | C.D. FAS              | Ana Mercedes Campos    | 9 de febrero  | 19:00     | Joel Aguilar    | Tigo Sports    |
| 'Pasaquina F.C.' | 1 - 0     | C.D. Luis Ángel Firpo | Marcelino Imbers       | 10 de febrero | 15:00     | Jaime Herrera   | No Transmitido |
| 'C.D. Águila'    | 1 - 0     | C.D. Municipal Limeño | Juan Francisco Barraza | 10 de febrero | 15:15     | Vicente Ruiz    | Tigo Sports    |
| C.D. Audaz       | 0 - 1     | 'Alianza F.C.'        | Cuscatlán              | 10 de febrero | 15:15     | Ivan Barton     | Canal 4        |
| Total de goles:  | 13 goles  | 13 goles              | 13 goles               | 13 goles      | 13 goles  | 13 goles        | 13 goles       |

| Jornada 6               | Jornada 6 | Jornada 6             | Jornada 6                | Jornada 6     | Jornada 6 | Jornada 6       | Jornada 6           |
| Local                   | Resultado | Visitante             | Estadio                  | Fecha         | Hora      | Árbitro         | Directo TV          |
| ----------------------- | --------- | --------------------- | ------------------------ | ------------- | --------- | --------------- | ------------------- |
| 'C.D. Municipal Limeño' | 1 - 0     | C.D. Audaz            | Dr. Ramón Flores Berríos | 13 de febrero | 15:00     | Joel Aguilar    | No Transmitido      |
| 'A.D. Chalatenango'     | 2 - 0     | Pasaquina F.C.        | José Gregorio Martínez   | 13 de febrero | 18:30     | Ismael Cornejo  | No Transmitido      |
| C.D. Luis Ángel Firpo   | 1 - 2     | 'A.D. Isidro Metapán' | Sergio Torres            | 13 de febrero | 19:00     | German Martínez | Tigo Sports         |
| 'Alianza F.C.'          | 3 - 2     | Santa Tecla F.C.      | Cuscatlán                | 13 de febrero | 19:30     | Jaime Carpio    | Canal 4             |
| Jocoro F.C.             | 1 - 1     | Sonsonate F.C.        | Correcaminos             | 14 de febrero | 15:15     | Edgar Ramírez   | No Transmitido      |
| C.D. FAS                | 1 - 1     | C.D. Águila           | Cuscatlán                | 14 de febrero | 19:30     | Héctor Salazar  | Canal 4/Tigo Sports |
| Total de goles:         | 15 goles  | 15 goles              | 15 goles                 | 15 goles      | 15 goles  | 15 goles        | 15 goles            |

| Jornada 7           | Jornada 7 | Jornada 7               | Jornada 7             | Jornada 7     | Jornada 7 | Jornada 7          | Jornada 7      |
| Local               | Resultado | Visitante               | Estadio               | Fecha         | Hora      | Árbitro            | Directo TV     |
| ------------------- | --------- | ----------------------- | --------------------- | ------------- | --------- | ------------------ | -------------- |
| A.D. Isidro Metapán | 0 - 0     | A.D. Chalatenango       | Jorge "Calero" Suárez | 16 de febrero | 19:00     | Jaime Herrera      | Tigo Sports    |
| Pasaquina F.C.      | 0 - 0     | Alianza F.C.            | Marcelino Imbers      | 17 de febrero | 15:00     | Giovanni Corona    | No Transmitido |
| Jocoro F.C.         | 0 - 1     | 'C.D. Luis Ángel Firpo' | Correcaminos          | 17 de febrero | 15:15     | Roberto Romero     | No Transmitido |
| C.D. Audaz          | 0 - 0     | C.D. FAS                | Jiboa                 | 17 de febrero | 15:15     | German Martínez    | No Transmitido |
| Sonsonate F.C.      | 1 - 2     | 'C.D. Águila'           | Ana Mercedes Campos   | 17 de febrero | 16:00     | Joel Aguilar       | Tigo Sports    |
| Santa Tecla F.C.    | 0 - 1     | 'C.D. Municipal Limeño' | Las Delicias          | 17 de febrero | 16:00     | Filiberto Martínez | Canal 4        |
| Total de goles:     | 5 goles   | 5 goles                 | 5 goles               | 5 goles       | 5 goles   | 5 goles            | 5 goles        |

| Jornada 8               | Jornada 8 | Jornada 8           | Jornada 8                | Jornada 8     | Jornada 8 | Jornada 8       | Jornada 8      |
| Local                   | Resultado | Visitante           | Estadio                  | Fecha         | Hora      | Árbitro         | Directo TV     |
| ----------------------- | --------- | ------------------- | ------------------------ | ------------- | --------- | --------------- | -------------- |
| 'C.D. Águila'           | 1 - 0     | C.D. Audaz          | Juan Francisco Barraza   | 23 de febrero | 15:30     | Edgar Ramírez   | Tigo Sports    |
| A.D. Chalatenango       | 1 - 2     | 'Jocoro F.C.'       | José Gregorio Martínez   | 23 de febrero | 18:30     | Iván Barton     | No Transmitido |
| 'C.D. Luis Ángel Firpo' | 1 - 0     | Sonsonate F.C.      | Sergio Torres            | 23 de febrero | 19:00     | Jaime Herrera   | No Transmitido |
| 'Alianza F.C.'          | 2 - 0     | A.D. Isidro Metapán | Cuscatlán                | 23 de febrero | 19:00     | Héctor Salazar  | Canal 4        |
| C.D. FAS                | 0 - 1     | 'Santa Tecla F.C.'  | Simeón Magaña            | 24 de febrero | 15:00     | Ismael Cornejo  | Canal 4        |
| 'C.D. Municipal Limeño' | 1 - 0     | Pasaquina F.C.      | Dr. Ramón Flores Berríos | 24 de febrero | 15:15     | German Martínez | Tigo Sports    |
| Total de goles:         | 9 goles   | 9 goles             | 9 goles                  | 9 goles       | 9 goles   | 9 goles         | 9 goles        |

| Jornada 9             | Jornada 9 | Jornada 9               | Jornada 9             | Jornada 9     | Jornada 9 | Jornada 9           | Jornada 9      |
| Local                 | Resultado | Visitante               | Estadio               | Fecha         | Hora      | Árbitro             | Directo TV     |
| --------------------- | --------- | ----------------------- | --------------------- | ------------- | --------- | ------------------- | -------------- |
| Sonsonate F.C.        | 1 - 2     | 'C.D. Audaz'            | Ana Mercedes Campos   | 27 de febrero | 19:00     | Jaime Carpio        | No Transmitido |
| A.D. Isidro Metapán   | 0 - 1     | 'C.D. Municipal Limeño' | Jorge "Calero" Suárez | 27 de febrero | 19:15     | Vicente Ruiz        | Tigo Sports    |
| Pasaquina F.C.        | 1 - 1     | C.D. FAS                | Marcelino Imbers      | 28 de febrero | 15:30     | Francisco Quinteros | No Transmitido |
| C.D. Luis Ángel Firpo | 0 - 0     | A.D. Chalatenango       | Sergio Torres         | 28 de febrero | 19:00     | German Martínez     | Tigo Sports    |
| Santa Tecla F.C.      | 2 - 2     | C.D. Águila             | Las Delicias          | 28 de febrero | 19:30     | Iván Barton         | Canal 4        |
| Jocoro F.C.           | 1 - 2     | 'Alianza F.C.'          | Las Delicias          | 13 de marzo   | 19:30     | Ismael Cornejo      | Tigo Sports    |
| Total de goles:       | 13 goles  | 13 goles                | 13 goles              | 13 goles      | 13 goles  | 13 goles            | 13 goles       |

| Jornada 10              | Jornada 10 | Jornada 10            | Jornada 10               | Jornada 10 | Jornada 10 | Jornada 10     |
| Local                   | Resultado  | Visitante             | Estadio                  | Fecha      | Hora       | Directo TV     |
| ----------------------- | ---------- | --------------------- | ------------------------ | ---------- | ---------- | -------------- |
| Sonsonate F.C.          | 1 - 2      | 'A.D. Chalatenango'   | Ana Mercedes Campos      | 2 de marzo | 18:00      | Canal 4        |
| 'Alianza F.C.'          | 5 - 0      | C.D. Luis Ángel Firpo | Cuscatlán                | 3 de marzo | 14:30      | Canal 4        |
| C.D. FAS                | 0 - 3      | 'A.D. Isidro Metapán' | Simeón Magaña            | 3 de marzo | 15:00      | Tigo Sports    |
| 'C.D. Audaz'            | 3 - 0      | Santa Tecla F.C.      | Jiboa                    | 3 de marzo | 15:15      | No Transmitido |
| 'C.D. Municipal Limeño' | 2 - 0      | Jocoro F.C.           | Dr. Ramón Flores Berríos | 3 de marzo | 15:30      | No Transmitido |
| 'C.D. Águila'           | 4 - 1      | Pasaquina F.C.        | Juan Francisco Barraza   | 3 de marzo | 15:30      | No Transmitido |
| Total de goles          | 21 goles   | 21 goles              | 21 goles                 | 21 goles   | 21 goles   | 21 goles       |

| Jornada 11            | Jornada 11 | Jornada 11              | Jornada 11             | Jornada 11  | Jornada 11 | Jornada 11      | Jornada 11     |
| Local                 | Resultado  | Visitante               | Estadio                | Fecha       | Hora       | Árbitro         | Directo TV     |
| --------------------- | ---------- | ----------------------- | ---------------------- | ----------- | ---------- | --------------- | -------------- |
| Jocoro F.C.           | 0 - 1      | 'C.D. FAS'              | Correcaminos           | 9 de marzo  | 15:30      | German Martínez | No Transmitido |
| 'A.D. Chalatenango'   | 2 - 0      | Alianza F.C.            | José Gregorio Martínez | 9 de marzo  | 18:30      | Giovanni Corona | Canal 4        |
| C.D. Luis Ángel Firpo | 1 - 2      | 'C.D. Municipal Limeño' | Sergio Torres          | 9 de marzo  | 19:00      | Jaime Carpio    | No Transmitido |
| A.D. Isidro Metapán   | 1 - 1      | C.D. Águila             | Jorge "Calero" Suárez  | 9 de marzo  | 19:00      | Joel Aguilar    | Tigo Sports    |
| 'Pasaquina F.C.'      | 1 - 0      | C.D. Audaz              | Marcelino Imbers       | 10 de marzo | 15:00      | Iván Barton     | No Transmitido |
| 'Santa Tecla F.C.'    | 3 - 2      | Sonsonate F.C.          | Las Delicias           | 10 de marzo | 16:00      | Edgar Ramírez   | Canal 4        |
| Total de goles:       | 14 goles   | 14 goles                | 14 goles               | 14 goles    | 14 goles   | 14 goles        | 14 goles       |

### Segunda vuelta
| Jornada 12            | Jornada 12 | Jornada 12            | Jornada 12             | Jornada 12  | Jornada 12 | Jornada 12          | Jornada 12     |
| Local                 | Resultado  | Visitante             | Estadio                | Fecha       | Hora       | Árbitro             | Directo TV     |
| --------------------- | ---------- | --------------------- | ---------------------- | ----------- | ---------- | ------------------- | -------------- |
| A.D. Chalatenango     | 1 - 1      | C.D. Municipal Limeño | José Gregorio Martínez | 16 de marzo | 18:30      | Herberth Reyes      | No Transmitido |
| C.D. Luis Ángel Firpo | 0 - 4      | 'C.D. FAS'            | Sergio Torres          | 16 de marzo | 19:00      | Francisco Quinteros | Tigo Sports    |
| 'Alianza F.C.'        | 3 - 0      | Sonsonate F.C.        | Cuscatlán              | 16 de marzo | 19:15      | Héctor Salazar      | Canal 4        |
| 'A.D. Isidro Metapán' | 2 - 1      | C.D. Audaz            | Jorge "Calero" Suárez  | 16 de marzo | 19:15      | Elmer Martínez      | No Transmitido |
| Pasaquina F.C.        | 0 - 3      | 'Santa Tecla F.C.'    | Marcelino Imbers       | 17 de marzo | 15:00      | Roberto Romero      | No Transmitido |
| Jocoro F.C.           | 0 - 0      | C.D. Águila           | Correcaminos           | 17 de marzo | 15:00      | Jaime Herrera       | Canal 4        |
| Total de goles:       | 15 goles   | 15 goles              | 15 goles               | 15 goles    | 15 goles   | 15 goles            | 15 goles       |

| Jornada 15       | Jornada 15 | Jornada 15            | Jornada 15          | Jornada 15  | Jornada 15 | Jornada 15         | Jornada 15          |
| Local            | Resultado  | Visitante             | Estadio             | Fecha       | Hora       | Árbitro            | Directo TV          |
| ---------------- | ---------- | --------------------- | ------------------- | ----------- | ---------- | ------------------ | ------------------- |
| 'Sonsonate F.C.' | 2 - 1      | A.D. Isidro Metapán   | Ana Mercedes Campos | 30 de marzo | 18:30      | Jaime Carpio       | Canal 4/Tigo Sports |
| Pasaquina F.C.   | 2 - 3      | 'Jocoro F.C.'         | Marcelino Imbers    | 31 de marzo | 15:00      | Joel Aguilar       | No Transmitido      |
| C.D. Audaz       | 0 - 0      | A.D. Chalatenango     | Jiboa               | 31 de marzo | 15:00      | Filiberto Martínez | No Transmitido      |
| 'C.D. FAS'       | 2 - 1      | C.D. Municipal Limeño | Simeón Magaña       | 31 de marzo | 15:15      | Arbi Medrano       | Tigo Sports         |
| C.D. Águila      | 0 - 0      | Alianza F.C.          | Cuscatlán           | 31 de marzo | 15:30      | Iván Bartón        | Canal 4             |
| Santa Tecla F.C. | 1 - 1      | C.D. Luis Ángel Firpo | Las Delicias        | 31 de marzo | 16:30      | Vicente Ruíz       | No Transmitido      |
| Total de goles:  | 13 goles   | 13 goles              | 13 goles            | 13 goles    | 13 goles   | 13 goles           | 13 goles            |

| Jornada 13            | Jornada 13 | Jornada 13            | Jornada 13               | Jornada 13 | Jornada 13 | Jornada 13      | Jornada 13     |
| Local                 | Resultado  | Visitante             | Estadio                  | Fecha      | Hora       | Árbitro         | Directo TV     |
| --------------------- | ---------- | --------------------- | ------------------------ | ---------- | ---------- | --------------- | -------------- |
| C.D. Municipal Limeño | 1 - 1      | Alianza F.C.          | Dr. Ramón Flores Berríos | 3 de abril | 15:30      | Edgar Ramírez   | Canal 4        |
| C.D. Audaz            | 1 - 2      | 'Jocoro F.C.'         | Jiboa                    | 3 de abril | 15:30      | Germán Ramírez  | No Transmitido |
| 'C.D. Águila'         | 1 - 0      | C.D. Luis Ángel Firpo | Juan Francisco Barraza   | 3 de abril | 15:45      | Joel Aguilar    | Tigo Sports    |
| 'Sonsonate F.C.'      | 1 - 0      | Pasaquina F.C.        | Ana Mercedes Campos      | 3 de abril | 19:00      | Ismael Cornejo  | No Transmitido |
| 'Santa Tecla F.C.'    | 3 - 1      | A.D. Isidro Metapán   | Universitario            | 3 de abril | 19:00      | Giovanni Corona | No Transmitido |
| 'C.D. FAS'            | 2 - 0      | A.D. Chalatenango     | Simeón Magaña            | 4 de abril | 15:30      | Iván Bartón     | Tigo Sports    |
| Total de goles:       | 13 goles   | 13 goles              | 13 goles                 | 13 goles   | 13 goles   | 13 goles        | 13 goles       |

| Jornada 16            | Jornada 16 | Jornada 16         | Jornada 16               | Jornada 16 | Jornada 16 | Jornada 16         | Jornada 16     |
| Local                 | Resultado  | Visitante          | Estadio                  | Fecha      | Hora       | Árbitro            | Directo TV     |
| --------------------- | ---------- | ------------------ | ------------------------ | ---------- | ---------- | ------------------ | -------------- |
| A.D. Chalatenango     | 0 - 2      | 'Santa Tecla F.C.' | José Gregorio Martínez   | 6 de abril | 18:30      | Rodolfo Toruño     | No Transmitido |
| C.D. Luis Ángel Firpo | 0 - 1      | 'Pasaquina F.C.'   | Sergio Torres            | 6 de abril | 19:00      | Jaime Carpio       | Canal 4        |
| 'A.D. Isidro Metapán' | 4 - 1      | Jocoro F.C.        | Jorge "Calero" Suárez    | 6 de abril | 19:30      | Héctor Salazar     | Tigo Sports    |
| 'Alianza F.C.'        | 6 - 2      | C.D. Audaz         | Cuscatlán                | 7 de abril | 15:15      | Arbi Medrano       | Canal 4        |
| C.D. Municipal Limeño | 0 - 1      | 'C.D. Águila'      | Dr. Ramón Flores Berríos | 7 de abril | 15:30      | Filiberto Martínez | Tigo Sports    |
| C.D. FAS              | 1 - 1      | Sonsonate F.C.     | Simeón Magaña            | 7 de abril | 15:30      | Elmer Martínez     | No Transmitido |
| Total de goles:       | 19 goles   | 19 goles           | 19 goles                 | 19 goles   | 19 goles   | 19 goles           | 19 goles       |

| Jornada 17          | Jornada 17 | Jornada 17            | Jornada 17             | Jornada 17  | Jornada 17 | Jornada 17          | Jornada 17          |
| Local               | Resultado  | Visitante             | Estadio                | Fecha       | Hora       | Árbitro             | Directo TV          |
| ------------------- | ---------- | --------------------- | ---------------------- | ----------- | ---------- | ------------------- | ------------------- |
| Pasaquina F.C.      | 1 - 1      | A.D. Chalatenango     | Marcelino Imbers       | 10 de abril | 15:30      | Francisco Quinteros | No Transmitido      |
| C.D. Audaz          | 1 - 1      | C.D. Municipal Limeño | Jiboa                  | 10 de abril | 15:30      | Jaime Carpio        | No Transmitido      |
| C.D. Águila         | 0 - 0      | C.D. FAS              | Juan Francisco Barraza | 10 de abril | 15:45      | German Martínez     | Canal 4/Tigo Sports |
| Sonsonate F.C.      | 0 - 1      | 'Jocoro F.C.'         | Ana Mercedes Campos    | 10 de abril | 19:15      | Giovanni Corona     | No Transmitido      |
| Santa Tecla F.C.    | 0 - 4      | 'Alianza F.C.'        | Cuscatlán              | 10 de abril | 19:30      | Ismael Cornejo      | Canal 4/Tigo Sports |
| A.D. Isidro Metapán | 0 - 0      | C.D. Luis Ángel Firpo | Jorge "Calero" Suárez  | 10 de abril | 19:30      | Roberto Romero      | No Transmitido      |
| Total de goles:     | 9 goles    | 9 goles               | 9 goles                | 9 goles     | 9 goles    | 9 goles             | 9 goles             |

| Jornada 18              | Jornada 18 | Jornada 18          | Jornada 18               | Jornada 18  | Jornada 18 | Jornada 18         | Jornada 18     |
| Local                   | Resultado  | Visitante           | Estadio                  | Fecha       | Hora       | Árbitro            | Directo TV     |
| ----------------------- | ---------- | ------------------- | ------------------------ | ----------- | ---------- | ------------------ | -------------- |
| 'C.D. Águila'           | 5 - 0      | Sonsonate F.C.      | Juan Francisco Barraza   | 13 de abril | 15:45      | Héctor Salazar     | Tigo Sports    |
| A.D. Chalatenango       | 1 - 0      | A.D. Isidro Metapán | José Gregorio Martínez   | 13 de abril | 18:30      | Elmer Martínez     | No Transmitido |
| C.D. Luis Ángel Firpo   | 0 - 0      | Jocoro F.C.         | Sergio Torres            | 13 de abril | 19:00      | Ismael Cornejo     | Canal 4        |
| 'C.D. Municipal Limeño' | 1 - 0      | Santa Tecla F.C.    | Dr. Ramón Flores Berríos | 14 de abril | 15:00      | Iván Bartón        | No Transmitido |
| Alianza F.C.            | 1 - 2      | 'Pasaquina F.C.'    | Cuscatlán                | 14 de abril | 15:15      | Filiberto Martínez | Canal 4        |
| C.D. FAS                | 0 - 1      | 'C.D. Audaz'        | Simeón Magaña            | 14 de abril | 15:30      | Alirio Reyes       | Tigo Sports    |
| Total de goles:         | 11 goles   | 11 goles            | 11 goles                 | 11 goles    | 11 goles   | 11 goles           | 11 goles       |

| Jornada 14              | Jornada 14 | Jornada 14       | Jornada 14                    | Jornada 14  | Jornada 14 | Jornada 14      | Jornada 14     |
| Local                   | Resultado  | Visitante        | Estadio                       | Fecha       | Hora       | Árbitro         | Directo TV     |
| ----------------------- | ---------- | ---------------- | ----------------------------- | ----------- | ---------- | --------------- | -------------- |
| Jocoro F.C.             | 1 - 1      | Santa Tecla F.C. | Polideportivo Tierra de Fuego | 17 de abril | 15:30      | Jaime Carpio    | No Transmitido |
| A.D. Chalatenango       | 1 - 0      | C.D. Águila      | José Gregorio Martínez        | 17 de abril | 18:30      | Giovanni Corona | No Transmitido |
| C.D. Luis Ángel Firpo   | 0 - 0      | C.D. Audaz       | Sergio Torres                 | 17 de abril | 19:00      | Joel Aguilar    | Tigo Sports    |
| A.D. Isidro Metapán     | 2 - 2      | Pasaquina F.C.   | Jorge "Calero" Suárez         | 17 de abril | 19:30      | Ismael Cornejo  | No Transmitido |
| 'Alianza F.C.'          | 1 - 0      | C.D. FAS         | Cuscatlán                     | 17 de abril | 19:30      | Iván Bartón     | Canal 4        |
| 'C.D. Municipal Limeño' | 2 - 0      | Sonsonate F.C.   | Dr. Ramón Flores Berríos      | 18 de abril | 15:30      | Germán Martínez | Tigo Sports    |
| Total de goles:         | 10 goles   | 10 goles         | 10 goles                      | 10 goles    | 10 goles   | 10 goles        | 10 goles       |

| Jornada 19            | Jornada 19 | Jornada 19            | Jornada 19            | Jornada 19  | Jornada 19 | Jornada 19  | Jornada 19          |
| Local                 | Resultado  | Visitante             | Estadio               | Fecha       | Hora       | Árbitro     | Directo TV          |
| --------------------- | ---------- | --------------------- | --------------------- | ----------- | ---------- | ----------- | ------------------- |
| Jocoro F.C.           | 0 - 1      | A.D. Chalatenango     | Correcaminos          | 20 de abril | 15:30      | Por definir | No Transmitido      |
| 'A.D. Isidro Metapán' | 1 - 0      | Alianza F.C.          | Jorge "Calero" Suárez | 20 de abril | 19:45      | Por definir | Canal 4/Tigo Sports |
| Pasaquina F.C.        | 1 - 1      | C.D. Municipal Limeño | Marcelino Imbers      | 21 de abril | 15:00      | Por definir | No Transmitido      |
| 'Santa Tecla F.C.'    | 1 - 0      | C.D. FAS              | Cuscatlán             | 21 de abril | 15:00      | Por definir | Tigo Sports         |
| 'C.D. Audaz'          | 2 - 0      | C.D. Águila           | Jiboa                 | 21 de abril | 15:30      | Por definir | No Transmitido      |
| Sonsonate F.C.        | 1 - 1      | C.D. Luis Ángel Firpo | Ana Mercedes Campos   | 21 de abril | 16:00      | Por definir | Canal 4             |
| Total de goles:       | 7 goles    | 7 goles               | 7 goles               | 7 goles     | 7 goles    | 7 goles     | 7 goles             |

| Jornada 20            | Jornada 20 | Jornada 20              | Jornada 20               | Jornada 20  | Jornada 20 | Jornada 20         | Jornada 20          |
| Local                 | Resultado  | Visitante               | Estadio                  | Fecha       | Hora       | Árbitro            | Directo TV          |
| --------------------- | ---------- | ----------------------- | ------------------------ | ----------- | ---------- | ------------------ | ------------------- |
| C.D. Municipal Limeño | 0 - 0      | A.D. Isidro Metapán     | Dr. Ramón Flores Berríos | 24 de abril | 15:30      | Filiberto Martínez | No Transmitido      |
| 'C.D. FAS'            | 1 - 0      | Pasaquina F.C.          | Simeón Magaña            | 24 de abril | 15:30      | Elmer Martínez     | No Transmitido      |
| C.D. Águila           | 1 - 1      | Santa Tecla F.C.        | Juan Francisco Barraza   | 24 de abril | 15:30      | Germán Martínez    | Canal 4/Tigo Sports |
| C.D. Audaz            | 1 - 4      | 'Sonsonate F.C.'        | Jiboa                    | 24 de abril | 15:30      | Joel Aguilar       | No Transmitido      |
| A.D. Chalatenango     | 1 - 4      | 'C.D. Luis Ángel Firpo' | José Gregorio Martínez   | 24 de abril | 18:30      | Iván Bartón        | No Transmitido      |
| 'Alianza F.C.'        | 3 - 1      | Jocoro F.C.             | Cuscatlán                | 24 de abril | 19:30      | Geovanni Corona    | Canal 4/Tigo Sports |
| Total de goles:       | 17 goles   | 17 goles                | 17 goles                 | 17 goles    | 17 goles   | 17 goles           | 17 goles            |

| Jornada 21            | Jornada 21 | Jornada 21            | Jornada 21                    | Jornada 21  | Jornada 21 | Jornada 21  | Jornada 21     |
| Local                 | Resultado  | Visitante             | Estadio                       | Fecha       | Hora       | Árbitro     | Directo TV     |
| --------------------- | ---------- | --------------------- | ----------------------------- | ----------- | ---------- | ----------- | -------------- |
| A.D. Isidro Metapán   | 0 - 1      | 'C.D. FAS'            | Jorge "Calero" Suárez         | 27 de abril | 15:30      | Por definir | Tigo Sports    |
| C.D. Luis Ángel Firpo | 1 - 4      | 'Alianza F.C.'        | Sergio Torres                 | 27 de abril | 15:30      | Por definir | Canal 4        |
| 'Santa Tecla F.C.'    | 2 - 1      | C.D. Audaz            | Cuscatlán                     | 27 de abril | 15:30      | Por definir | No Transmitido |
| Jocoro F.C.           | 0 - 0      | C.D. Municipal Limeño | Polideportivo Tierra de Fuego | 27 de abril | 15:30      | Por definir | No Transmitido |
| A.D. Chalatenango     | 1 - 1      | Sonsonate F.C.        | José Gregorio Martínez        | 27 de abril | 15:30      | Por definir | No Transmitido |
| Pasaquina F.C.        | 0 - 2      | 'C.D. Águila'         | Marcelino Imbers              | 27 de abril | 15:30      | Por definir | No Transmitido |
| Total de goles:       | 13 goles   | 13 goles              | 13 goles                      | 13 goles    | 13 goles   | 13 goles    | 13 goles       |

| Jornada 22              | Jornada 22 | Jornada 22            | Jornada 22               | Jornada 22 | Jornada 22 | Jornada 22         | Jornada 22     |
| Local                   | Resultado  | Visitante             | Estadio                  | Fecha      | Hora       | Árbitro            | Directo TV     |
| ----------------------- | ---------- | --------------------- | ------------------------ | ---------- | ---------- | ------------------ | -------------- |
| 'Alianza F.C.'          | 5 - 2      | A.D. Chalatenango     | Cuscatlán                | 5 de mayo  | 15:15      | Erick Corleto      | Canal 4        |
| C.D. Águila             | 1 - 1      | A.D. Isidro Metapán   | Juan Francisco Barraza   | 5 de mayo  | 15:15      | Edgar Ramírez      | Tigo Sports    |
| 'C.D. Municipal Limeño' | 3 - 1      | C.D. Luis Ángel Firpo | Dr. Ramón Flores Berríos | 5 de mayo  | 15:15      | Arbi Medrano       | No Transmitido |
| C.D. FAS                | 0 - 0      | Jocoro F.C.           | Simeón Magaña            | 5 de mayo  | 15:15      | Filiberto Martínez | No Transmitido |
| C.D. Audaz              | 2 - 3      | 'Pasaquina F.C.'      | Jiboa                    | 5 de mayo  | 15:15      | Rodolfo Toruño     | No Transmitido |
| Sonsonate F.C.          | 1 - 1      | Santa Tecla F.C.      | Ana Mercedes Campos      | 5 de mayo  | 15:15      | William Torres     | No Transmitido |
| Total de goles:         | 20 goles   | 20 goles              | 20 goles                 | 20 goles   | 20 goles   | 20 goles           | 20 goles       |

## Fase Final

### cal. eliminatorio
|  | Cuartos de final                             | Cuartos de final                             | Cuartos de final                             | Cuartos de final                             | Cuartos de final                             |   |     | Semifinales                                    | Semifinales                                    | Semifinales                                    | Semifinales                                    | Semifinales                                    |  |     | Final      | Final      | Final      |  |
|  | 8 y 9 de mayo (ida) 11 y 12 de mayo (vuelta) | 8 y 9 de mayo (ida) 11 y 12 de mayo (vuelta) | 8 y 9 de mayo (ida) 11 y 12 de mayo (vuelta) | 8 y 9 de mayo (ida) 11 y 12 de mayo (vuelta) | 8 y 9 de mayo (ida) 11 y 12 de mayo (vuelta) |   |     | 15 y 16 de mayo (ida) 18 y 19 de mayo (vuelta) | 15 y 16 de mayo (ida) 18 y 19 de mayo (vuelta) | 15 y 16 de mayo (ida) 18 y 19 de mayo (vuelta) | 15 y 16 de mayo (ida) 18 y 19 de mayo (vuelta) | 15 y 16 de mayo (ida) 18 y 19 de mayo (vuelta) |  |     | 26 de mayo | 26 de mayo | 26 de mayo |  |
|  |                                              |                                              |                                              |                                              |                                              |   |     |                                                |                                                |                                                |                                                |                                                |  |     |            |            |            |  |
|  |                                              |                                              |                                              |                                              |                                              |   |     |                                                |                                                |                                                |                                                |                                                |  |     |            |            |            |  |
|  | 1.°                                          | Alianza                                      | 3                                            | 2                                            | 5                                            |   |     |                                                |                                                |                                                |                                                |                                                |  |     |            |            |            |  |
|  | 1.°                                          | Alianza                                      | 3                                            | 2                                            | 5                                            |   |     |                                                |                                                |                                                |                                                |                                                |  |     |            |            |            |  |
|  | 8.°                                          | Pasaquina                                    | 0                                            | 0                                            | 0                                            |   |     |                                                |                                                |                                                |                                                |                                                |  |     |            |            |            |  |
|  | 8.°                                          | Pasaquina                                    | 0                                            | 0                                            | 0                                            |   | 1.° | Alianza                                        | 2                                              | 0                                              | 2                                              |                                                |  |     |            |            |            |  |
|  |                                              |                                              |                                              |                                              |                                              |   | 1.° | Alianza                                        | 2                                              | 0                                              | 2                                              |                                                |  |     |            |            |            |  |
|  |                                              |                                              | 4.°                                          | Municipal Limeño                             | 2                                            | 0 | 2   |                                                |                                                |                                                |                                                |                                                |  |     |            |            |            |  |
|  | 4.°                                          | Municipal Limeño                             | 4.°                                          | Municipal Limeño                             | 2                                            | 0 | 2   | 1                                              | 0                                              | 1                                              |                                                |                                                |  |     |            |            |            |  |
|  | 4.°                                          | Municipal Limeño                             |                                              |                                              |                                              |   |     |                                                |                                                | 1                                              |                                                |                                                |  |     |            |            |            |  |
|  | 5.°                                          | Chalatenango                                 | 0                                            | 1                                            | 1                                            |   |     |                                                |                                                |                                                |                                                |                                                |  |     |            |            |            |  |
|  | 5.°                                          | Chalatenango                                 | 0                                            | 1                                            | 1                                            |   |     |                                                |                                                |                                                |                                                |                                                |  | 1.° | Alianza    | 0 (1)      |            |  |
|  |                                              |                                              |                                              |                                              |                                              |   |     |                                                |                                                |                                                |                                                |                                                |  | 1.° | Alianza    | 0 (1)      |            |  |
|  |                                              |                                              | 2.°                                          | Águila                                       | 0 (3)                                        |   |     |                                                |                                                |                                                |                                                |                                                |  |     |            |            |            |  |
|  | 2.°                                          | Águila                                       | 2.°                                          | Águila                                       | 0 (3)                                        | 2 | 2   | 4                                              |                                                |                                                |                                                |                                                |  |     |            |            |            |  |
|  | 2.°                                          | Águila                                       |                                              |                                              |                                              |   |     |                                                |                                                |                                                |                                                |                                                |  |     |            |            |            |  |
|  | 7.°                                          | FAS                                          | 3                                            | 1                                            | 4                                            |   |     |                                                |                                                |                                                |                                                |                                                |  |     |            |            |            |  |
|  | 7.°                                          | FAS                                          | 3                                            | 1                                            | 4                                            |   | 2.° | Águila                                         | 2                                              | 2                                              | 4                                              |                                                |  |     |            |            |            |  |
|  |                                              |                                              |                                              |                                              |                                              |   | 2.° | Águila                                         | 2                                              | 2                                              | 4                                              |                                                |  |     |            |            |            |  |
|  |                                              |                                              | 3.°                                          | Isidro Metapán                               | 0                                            | 0 |     |                                                |                                                |                                                |                                                |                                                |  |     |            |            |            |  |
|  | 3.°                                          | Isidro Metapán                               | 3.°                                          | Isidro Metapán                               | 0                                            | 0 | 1   | 2                                              | 3                                              |                                                |                                                |                                                |  |     |            |            |            |  |
|  | 3.°                                          | Isidro Metapán                               |                                              |                                              |                                              |   |     |                                                |                                                |                                                |                                                |                                                |  |     |            |            |            |  |
|  | 6.°                                          | Santa Tecla                                  | 0                                            | 1                                            | 1                                            |   |     |                                                |                                                |                                                |                                                |                                                |  |     |            |            |            |  |
|  | 6.°                                          | Santa Tecla                                  | 0                                            | 1                                            | 1                                            |   |     |                                                |                                                |                                                |                                                |                                                |  |     |            |            |            |  |
|  |                                              |                                              |                                              |                                              |                                              |   |     |                                                |                                                |                                                |                                                |                                                |  |     |            |            |            |  |

#### Cuartos de final

##### Alianza vs Pasaquina
| 9 de mayo de 2019, 20:30 | Pasaquina | 0 - 3   | Alianza                                        | Estadio Cuscatlán, San Salvador, San Salvador |                             |
|                          |           | Reporte | 17' J.C. Portillo · 29' Ó. Cerén · 34' B. Díaz | Árbitro(s): Germán Martínez                   | Árbitro(s): Germán Martínez |

| 12 de mayo de 2019, 15:15 | Alianza                               | 2 - 0 (Global 5 - 0) | Pasaquina | Estadio Cuscatlán, San Salvador, San Salvador |                            |
|                           | D. Benítez 81' · J. Peña 90+1' (pen.) | Reporte              |           | Árbitro(s): Héctor Salazar                    | Árbitro(s): Héctor Salazar |

##### Municipal Limeño vs Chalatenango
| 8 de mayo de 2019, 18:30 | Chalatenango | 0 - 1   | Municipal Limeño | Estadio José Gregorio Martínez, Chalatenango, Chalatenango |                          |
|                          |              | Reporte | - 78' C. Zúñiga  | Árbitro(s): Jaime Carpio                                   | Árbitro(s): Jaime Carpio |

| 12 de mayo de 2019, 15:15                                                                    | Municipal Limeño | 0 - 1 (Global 1 - 1) | Chalatenango  | Estadio Dr. Ramón Flores Berríos, Santa Rosa de Lima, La Unión |                            |
|                                                                                              |                  | Reporte              | 15' C. Flores | Árbitro(s): Elmer Martínez                                     | Árbitro(s): Elmer Martínez |
| Municipal Limeño clasificó a las semifinales debido a su mejor posición en la tabla general. |                  |                      |               |                                                                |                            |

##### Águila vs FAS
| 8 de mayo de 2019, 19:30 | FAS                                      | 3 - 2   | Águila                         | Estadio Cuscatlán, San Salvador, San Salvador |                          |
|                          | D. Corea 41', 78' (pen.) · V. García 43' | Reporte | 13' K. Reyes · 81' W. Chigüila | Árbitro(s): Joel Aguilar                      | Árbitro(s): Joel Aguilar |

| 11 de mayo de 2019, 15:15                                                          | Águila                              | 2 - 1   | FAS              | Estadio Juan Francisco Barraza, San Miguel, San Miguel |                           |
|                                                                                    | W. Acosta 13' (pen.) · S. Ortíz 62' | Reporte | 57' G. Stradella | Árbitro(s): Jaime Herrera                              | Árbitro(s): Jaime Herrera |
| Águila clasificó a las semifinales debido a su mejor posición en la tabla general. |                                     |         |                  |                                                        |                           |

##### Isidro Metapán vs Santa Tecla
| 9 de mayo de 2019, 18:00 | Santa Tecla | 0 - 1   | Isidro Metapán | Estadio Cuscatlán, San Salvador, San Salvador |                             |
|                          |             | Reporte | 44' Ricardinho | Árbitro(s): Giovanni Corona                   | Árbitro(s): Giovanni Corona |

| 11 de mayo de 2019, 19:45 | Isidro Metapán                  | 2 - 1 (Global 3 - 1) | Santa Tecla   | Estadio Jorge "Calero" Suárez, Metapán, Santa Ana |                           |
|                           | M. Figueroa 45+2' · D. Díaz 79' | Reporte              | 24' E. Rivera | Árbitro(s): Edgar Ramírez                         | Árbitro(s): Edgar Ramírez |

#### Semifinales

##### Alianza vs Municipal Limeño
| 15 de mayo de 2019, 14:00 | Municipal Limeño              | 2 - 2   | Alianza          | Estadio Dr. Ramón Flores Berríos, Santa Rosa de Lima, La Unión |                             |
|                           | C. Galeas 40' · C. Zúñiga 46' | Reporte | 3', 70' Ó. Cerén | Árbitro(s): Germán Martínez                                    | Árbitro(s): Germán Martínez |

| 19 de mayo de 2019, 15:15                                                    | Alianza | 0 - 0 (Global 2 - 2) | Municipal Limeño | Estadio Cuscatlán, San Salvador, San Salvador |  |
|                                                                              |         |                      |                  | Árbitro(s): Jaime Herrera                     |  |
| Alianza clasificó a la final debido a su mejor posición en la tabla general. |         |                      |                  |                                               |  |

##### Águila vs Isidro Metapán
| 15 de mayo de 2019, 19:45 | Isidro Metapán | 0 - 2   | Águila             | Estadio Jorge "Calero" Suárez, Metapán, Santa Ana |                          |
|                           |                | Reporte | 27', 83' W. Acosta | Árbitro(s): Jaime Carpio                          | Árbitro(s): Jaime Carpio |

| 18 de mayo de 2019, 15:15 | Águila                          | 2 - 0 (Global 4 - 0) | Isidro Metapán | Estadio Juan Francisco Barraza, San Miguel, San Miguel |                            |
|                           | W. Acosta 27' · W. Chigüila 47' | Reporte              |                | Árbitro(s): Héctor Salázar                             | Árbitro(s): Héctor Salázar |

##### Final
Por primera vez después de 32 años desde la última final en 1987, Águila y Alianza vuelven a medirse en una final del campeonato nacional, esta vez es la primera final en torneos cortos entre ambos equipos.
| 1          | Guardameta     | Víctor García            |      |
| 4          | Defensa        | Iván Mancía              |      |
| 12         | Defensa        | Rubén Marroquín          | 111' |
| 15         | Defensa        | Jonathan Jiménez         |      |
| 16         | Defensa        | Henry Romero             |      |
| 6          | Centrocampista | Narciso Orellana         |      |
| 9          | Centrocampista | Óscar Cerén              |      |
| 10         | Centrocampista | Cristian Olivera         | 97'  |
| 11         | Centrocampista | Juan Carlos Portillo     | 68'  |
| 21         | Centrocampista | Marvin Monterroza        |      |
| 7          | Delantero      | Bladimir Díaz            | 118' |
| Entrenador | Entrenador     | Jorge Humberto Rodríguez |      |

| 22         | Guardameta     | Benji Villalobos |      |
| 3          | Defensa        | Ronald Rodríguez |      |
| 16         | Defensa        | Edwin Lazo       |      |
| 21         | Defensa        | Marlon Trejo     |      |
| 28         | Defensa        | Andrés Quejada   |      |
| 5          | Centrocampista | Wilson Rugama    |      |
| 6          | Centrocampista | Walter Chigüila  | 111' |
| 10         | Centrocampista | Joaquín Vergés   | 114' |
| 12         | Centrocampista | Santos Ortíz     | 86'  |
| 19         | Delantero      | Diego Coca       | 103' |
| 9          | Delantero      | Waldemar Acosta  |      |
| Entrenador | Entrenador     | Carlos Romero    |      |

| 20 | Centrocampista | Diego Benítez  | 68'  |
| 14 | Centrocampista | Herbert Sosa   | 97'  |
| 32 | Defensa        | Ezequiel Rivas | 111' |
| 19 | Delantero      | Irvin Herrera  | 118' |

| 11 | Centrocampista | Kevin Reyes     | 86'  |
| 17 | Defensa        | Jefferson Polío | 103' |
| 4  | Defensa        | Fredy Espinoza  | 111' |
| 30 | Delantero      | Ricardo Guevara | 114' |

| 14 | Centrocampista | Herbert Sosa      | Fallo de penal   |
| 15 | Defensa        | Jonathan Jiménez  | Fallo de penal   |
| 21 | Centrocampista | Marvin Monterroza | Fallo de penal   |
| 4  | Defensa        | Iván Mancía       | Acierto de penal |

| 28 | Defensa        | Andrés Quejada  | Fallo de penal   |
| 17 | Defensa        | Jefferson Polío | Acierto de penal |
| 30 | Delantero      | Ricardo Guevara | Fallo de penal   |
| 11 | Centrocampista | Kevin Reyes     | Acierto de penal |
| 9  | Delantero      | Waldemar Acosta | Acierto de penal |

| 88' | Jonathan Jiménez |

| 74'  | Santos Ortíz    |
| 78'  | Edwin Lazo      |
| 98'  | Walter Chigüila |
| 115' | Kevin Reyes     |

| Árbitro             | Ismael Cornejo  |
| Árbitros asistentes | Jonathan Moran  |
| Árbitros asistentes | Giovanni García |
| Cuarto árbitro      | Germán Martínez |

| 1          | Guardameta     | Víctor García            |      |
| 4          | Defensa        | Iván Mancía              |      |
| 12         | Defensa        | Rubén Marroquín          | 111' |
| 15         | Defensa        | Jonathan Jiménez         |      |
| 16         | Defensa        | Henry Romero             |      |
| 6          | Centrocampista | Narciso Orellana         |      |
| 9          | Centrocampista | Óscar Cerén              |      |
| 10         | Centrocampista | Cristian Olivera         | 97'  |
| 11         | Centrocampista | Juan Carlos Portillo     | 68'  |
| 21         | Centrocampista | Marvin Monterroza        |      |
| 7          | Delantero      | Bladimir Díaz            | 118' |
| Entrenador | Entrenador     | Jorge Humberto Rodríguez |      |

| 22         | Guardameta     | Benji Villalobos |      |
| 3          | Defensa        | Ronald Rodríguez |      |
| 16         | Defensa        | Edwin Lazo       |      |
| 21         | Defensa        | Marlon Trejo     |      |
| 28         | Defensa        | Andrés Quejada   |      |
| 5          | Centrocampista | Wilson Rugama    |      |
| 6          | Centrocampista | Walter Chigüila  | 111' |
| 10         | Centrocampista | Joaquín Vergés   | 114' |
| 12         | Centrocampista | Santos Ortíz     | 86'  |
| 19         | Delantero      | Diego Coca       | 103' |
| 9          | Delantero      | Waldemar Acosta  |      |
| Entrenador | Entrenador     | Carlos Romero    |      |

| 20 | Centrocampista | Diego Benítez  | 68'  |
| 14 | Centrocampista | Herbert Sosa   | 97'  |
| 32 | Defensa        | Ezequiel Rivas | 111' |
| 19 | Delantero      | Irvin Herrera  | 118' |

| 11 | Centrocampista | Kevin Reyes     | 86'  |
| 17 | Defensa        | Jefferson Polío | 103' |
| 4  | Defensa        | Fredy Espinoza  | 111' |
| 30 | Delantero      | Ricardo Guevara | 114' |

| 14 | Centrocampista | Herbert Sosa      | Fallo de penal   |
| 15 | Defensa        | Jonathan Jiménez  | Fallo de penal   |
| 21 | Centrocampista | Marvin Monterroza | Fallo de penal   |
| 4  | Defensa        | Iván Mancía       | Acierto de penal |

| 28 | Defensa        | Andrés Quejada  | Fallo de penal   |
| 17 | Defensa        | Jefferson Polío | Acierto de penal |
| 30 | Delantero      | Ricardo Guevara | Fallo de penal   |
| 11 | Centrocampista | Kevin Reyes     | Acierto de penal |
| 9  | Delantero      | Waldemar Acosta | Acierto de penal |

| 88' | Jonathan Jiménez |

| 74'  | Santos Ortíz    |
| 78'  | Edwin Lazo      |
| 98'  | Walter Chigüila |
| 115' | Kevin Reyes     |

| Árbitro             | Ismael Cornejo  |
| Árbitros asistentes | Jonathan Moran  |
| Árbitros asistentes | Giovanni García |
| Cuarto árbitro      | Germán Martínez |

|                            |
| Campeón Águila 16.° título |

## Estadísticas
- Primer gol del torneo:  Joaquín Verges en el juego entre Águila 2 - 1 Jocoro (12 de enero).
- Último gol del torneo:  Walter Chigüila en el juego entre Águila 2 - 0 Isidro Metapán (18 de mayo).
- Gol más rápido del torneo:  Iván Mancía de Alianza vs Isidro Metapán tardo solo 2 minutos (23 de febrero).
- Gol más tardío del torneo:  Juan José Hernández de Jocoro vs Santa Tecla tardó 90+2 minutos (23 de enero).
- Primer tiro penal del torneo:  Joaquín Verges en el juego entre Águila 2 - 1 Jocoro (12 de enero).
- Último tiro penal del torneo:  Waldemar Acosta de Águila vs Alianza en la final (26 de mayo).
- Jugador con más goles del torneo:  Bladimir Díaz de Alianza con 16 goles.
- Portero menos vencido:  Benji Villalobos de Águila con 0.50 goles por partido